# Dream Chaser (espaçonave)

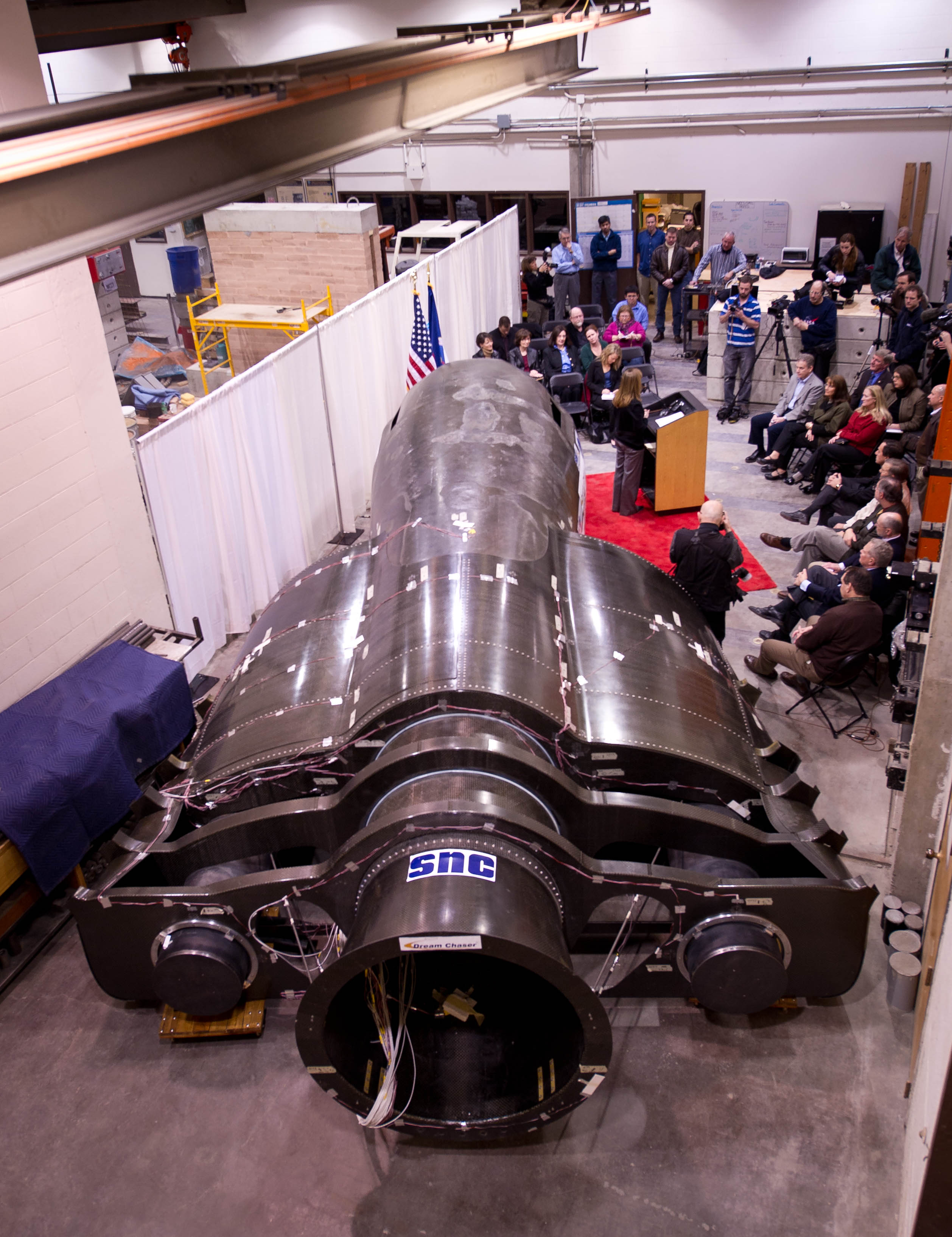

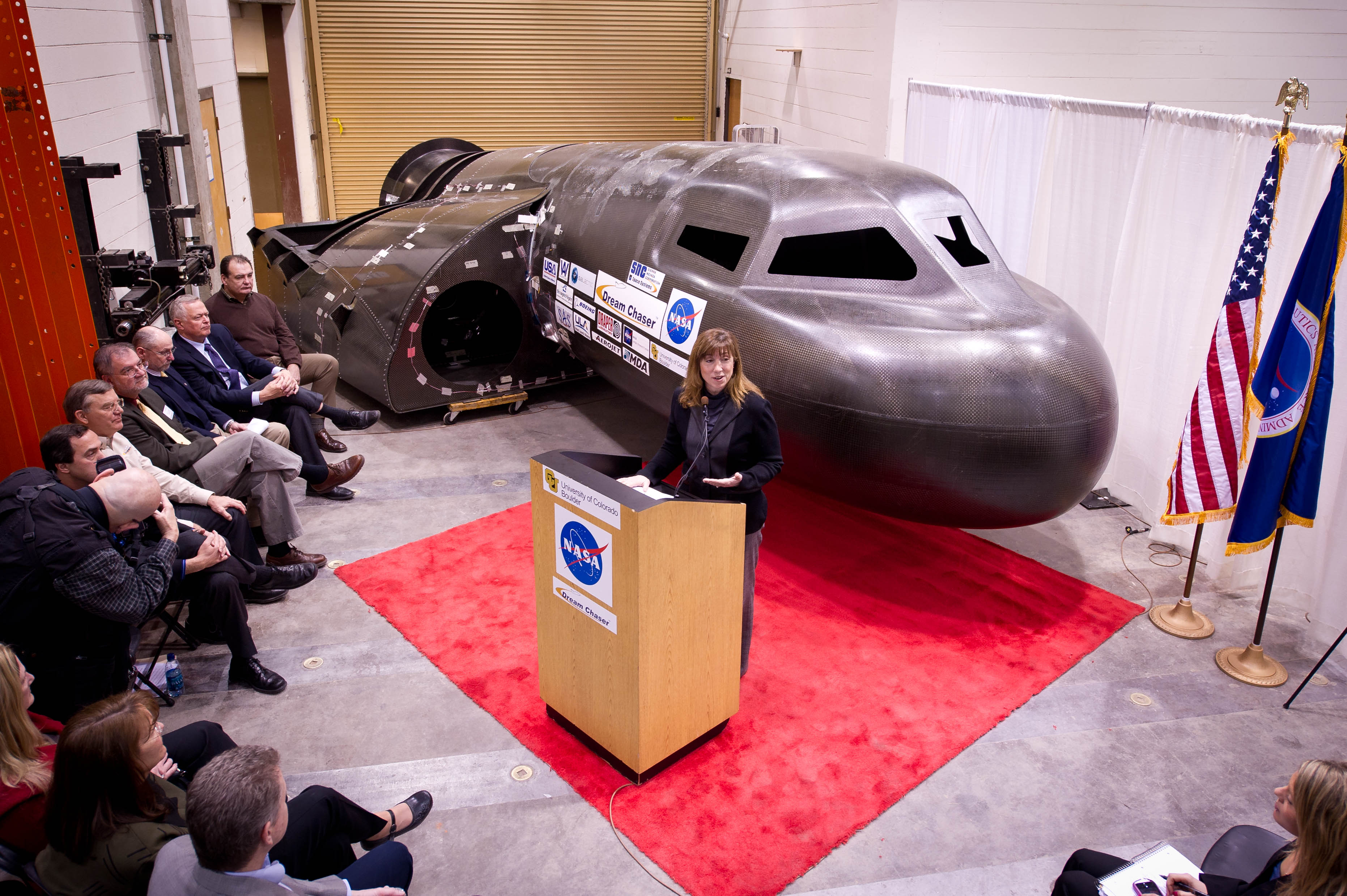

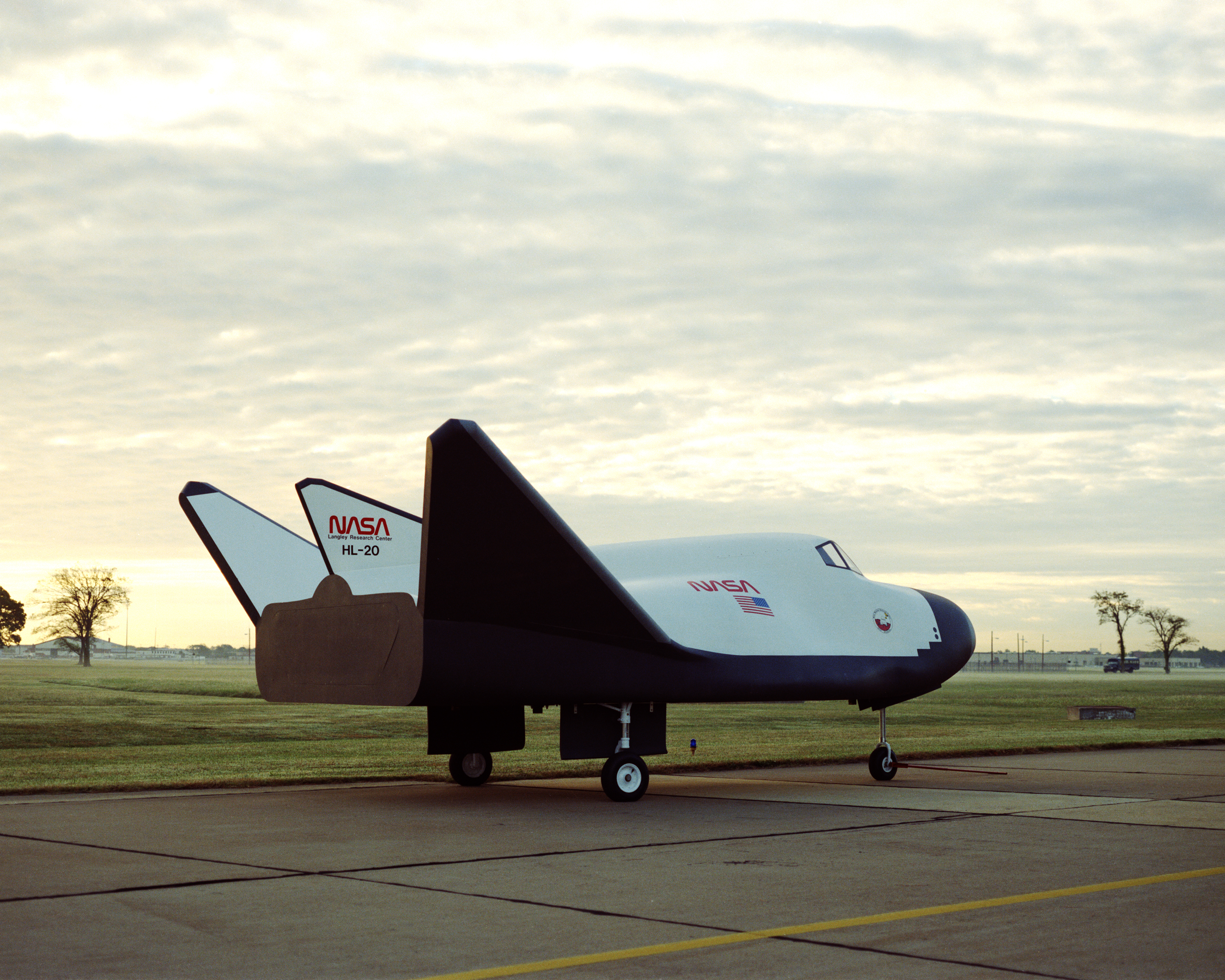
HL-20

O Dream Chaser é um avião espacial estadunidense reutilizável desenvolvido pela Sierra Nevada Corporation (SNC) Space Systems. Originalmente concebido como um veículo tripulado, o Dream Chaser Space System está definido para ser produzido após a variante de carga, o Dream Chaser Cargo System, estar operacional. A variante tripulada está planejada para transportar até sete pessoas e carga de e para a órbita terrestre baixa. A Sierra Nevada planeja fabricar uma frota do avião espacial.
O Dream Chaser foi projetado para reabastecer a Estação Espacial Internacional com carga pressurizada e não pressurizada. O veículo será lançado verticalmente em um foguete Vulcan Centaur, e pousará horizontalmente de modo automático em pistas convencionais. e pousar horizontalmente de forma autônoma em pistas convencionais. Uma versão proposta para ser operada pela Agência Espacial Europeia (ESA) seria lançada em um veículo da Arianespace.

## Projeto
O projeto do Dream Chaser foi anunciado publicamente em 20 de setembro de 2004 como candidato pela Vision for Space Exploration da NASA e depois para o programa Commercial Orbital Transportation Services (COTS). Por isso, ele foi concebido para servir tanto a Estação Espacial Internacional, após a aposentadoria dos ônibus espaciais em 2011, como também para ser explorado comercialmente usando-o para turismo espacial, a nave será lançando numa trajetória suborbital. Para este último fim, será equipado com um motor de foguete híbrido, o mesmo tipo utilizado pela SpaceShipOne.
A nave terá as mesmas dimensões do HL-20, mas será mais leve, e tripulado por apenas seis tripulantes em vez de dez.
Foi apresentado originalmente o conceito do Dream Chaser (com projeto baseado no X-34 da NASA) em setembro de 2004, se tratando naquele momento de um veículo suborbital. Em novembro de 2005, a companhia apresentou um projeto totalmente novo (desta vez basado no HL-20) para o Dream Chaser, no que seria capaz de alcançar órbita e servir como transporte para a Estação Espacial Internacional, sendo ainda capaz de realizar voos suborbitais.
Em abril de 2007, a companhia anunciou que se uniu a United Launch Alliance para estudar a possibilidade de que o Dream Chaser fosse lançado por foguetes Atlas V.
Em 2014, a Sierra Nevada Corporation (SNC) anunciou que a sua espaçonave será lançada no dia 1 de novembro de 2016, mas sem nenhum tripulante a bordo. O primeiro lançamento com tripulação está planejado para ocorre apenas no ano de 2017.
A SNC está entre as três empresas que receberam 1,1 bilhão de dólares da NASA há dois anos para desenvolver espaçonaves para transportar astronautas ao espaço. Até 2019, os Estados Unidos recorria à Rússia para levar seus astronautas ao espaço (pagando mais de US$ 70 milhões por assento), já que o programa dos ônibus espaciais chegou ao fim em 2011. As outras companhias que também receberam a verba foram a Boeing e SpaceX (sendo que última já leva cargas para a Estação Espacial Internacional).
O programa da NASA já está entrando em sua fase final, que resultará em um contrato com a companhia vencedora para levar os seus astronautas à Estação Espacial Internacional.

## Especificações
- Tripulação: 6
- comprimento: 9 m
- Diâmetro máximo: 7 m
- Envergadura: 7 m
- Volume habitável: 16 m3
- Massa: 9.000 kg